# Sint Janspolder
De Sint Janspolder is een polder ten westen van Nieuwvliet, behorende tot de Polders van Cadzand, Zuidzande en Nieuwvliet.
De langgerekte polder ontstond door indijking van 245 ha schorren in het Zwarte Gat. Dit geschiedde in 1527, nadat Jan van Adornis het in 1524 verleende octrooi tot inpoldering had overgenomen van Jan de Baenst. De polder overstroomde tijdens de Sint-Felixvloed van 1530 en de Allerheiligenvloed van 1532. Herdijking volgde in 1533.
In de polder werd het dorp Nieuwvliet gesticht, doch dit werd aan het begin van de Tachtigjarige Oorlog verwoest en later herbouwd in de Groote Sint Annapolder.
In de polder bevindt zich een bescheiden kreekrestant met de naam Den Drink, en de hoeve Vrede en Rust. In de polder ligt de buurtschap Sint Pieter en aan de zuidoostelijke rand van de polder ligt de buurtschap Ter-Moere.
De polder wordt begrensd door de Sint Jansdijk, de Strijdersdijk, de Knokkertweg, de Akkerweg en Ter Moere 1.